# NStB – Sedletz bis Hohenmauth
Die NStB – Sedletz bis Hohenmauth waren die ersten Dampflokomotiven der k.k. Nördlichen Staatsbahn (NStB) Österreich-Ungarns.
Die sechs Lokomotiven wurden von der Wiener Neustädter Lokomotivfabrik 1842 geliefert.
Diese Fahrzeuge waren die ersten Lokomotiven, die von der Wiener Neustädter Lokomotivfabrik gebaut wurden, wobei die Kessel im Eisenwerk Sessler in Krieglach gefertigt wurden.
Auch der Eisen- und Metallguss wurde in fremden Gießereien in Auftrag gegeben.
Die kupfernen Heizrohre wurden von einer Wiener Neustädter Kupferschmiede angefertigt.
Die Wiener Neustädter Lokomotivfabrik räumt in ihrer Denkschrift anlässlich der 4000. gefertigten Lokomotive selbst ein, dass „bei so bescheidenen Hilfsmitteln“ mit diesen Maschinen „ein durchgreifender Erfolg nicht erzielt wurde“.
Die NStB gab ihnen die Namen SEDLETZ, FLORENZ, PLASS, CAROLINENTHAL, HOHENSTADT und HOHENMAUTH und die Betriebsnummern 1–6.
Sie waren nach Vorbild der 2A-Lokomotiven von William Norris in Philadelphia gefertigt.
Als 1855 die NStB an die Staats-Eisenbahn-Gesellschaft (StEG), einer privaten Eisenbahngesellschaft Österreich-Ungarns, verkauft wurde, erhielten die Maschinen die Betriebsnummern 2–7.
Sie wurden vor 1873 ausgemustert.